# Penza Cup 2012
Il Penza Cup 2012 è stato un torneo professionistico di tennis giocato sulla terra rossa. È stata la 7ª edizione del torneo che fa parte dell'ATP Challenger Tour nell'ambito dell'ATP Challenger Tour 2012. Si è giocato Penza in Russia dal 16 al 22 luglio 2012.

## Partecipanti

### Teste di serie
| Nazionalità | Giocatore            | Ranking* | Testa di serie |
| ----------- | -------------------- | -------- | -------------- |
| Russia      | Aleksandr Kudrjavcev | 168      | 1              |
| Russia      | Evgenij Donskoj      | 190      | 2              |
| Russia      | Konstantin Kravčuk   | 207      | 3              |
| India       | Yuki Bhambri         | 220      | 4              |
| Slovacchia  | Kamil Čapkovič       | 225      | 5              |
| Ucraina     | Denys Molčanov       | 268      | 6              |
| Russia      | Evgenij Kirillov     | 281      | 7              |
| Russia      | Andrej Kumancov      | 326      | 8              |

- Ranking al 9 luglio 2012.

### Altri partecipanti
Giocatori che hanno ricevuto una wild card:
- Ilya Chkoniya
- Aslan Karacev
- Anton Manegin
- Alexey Tumakov

Giocatori che hanno ricevuto un entry come alternate per il tabellone principale:
- Victor Baluda
- Mikhail Fufygin

Giocatori passati dalle qualificazioni:
- Mikhail Biryukov
- Evgenij Karlovskij
- Richard Muzaev
- Anton Zaitsev

## Campioni

### Singolare
- Illja Marčenko ha battuto in finale  Evgenij Donskoj con il punteggio di 7–5, 6–3

### Doppio
- Konstantin Kravčuk /  Nikolaus Moser hanno battuto in finale  Yuki Bhambri /  Divij Sharan con il punteggio di 6(5)–7, 6–3, [10–7]